# Kermitops gratus
Kermitops gratus ist die einzige bekannte Art einer ausgestorbenen Gattung von 'Amphibien' (Temnospondyli, Amphibamiformes) aus dem Cisuralium des Perm. Das Fossil, ein Teil eines Craniums stammt aus der Clear Fork Formation in Texas, Vereinigte Staaten.

## Entdeckung und Benennung

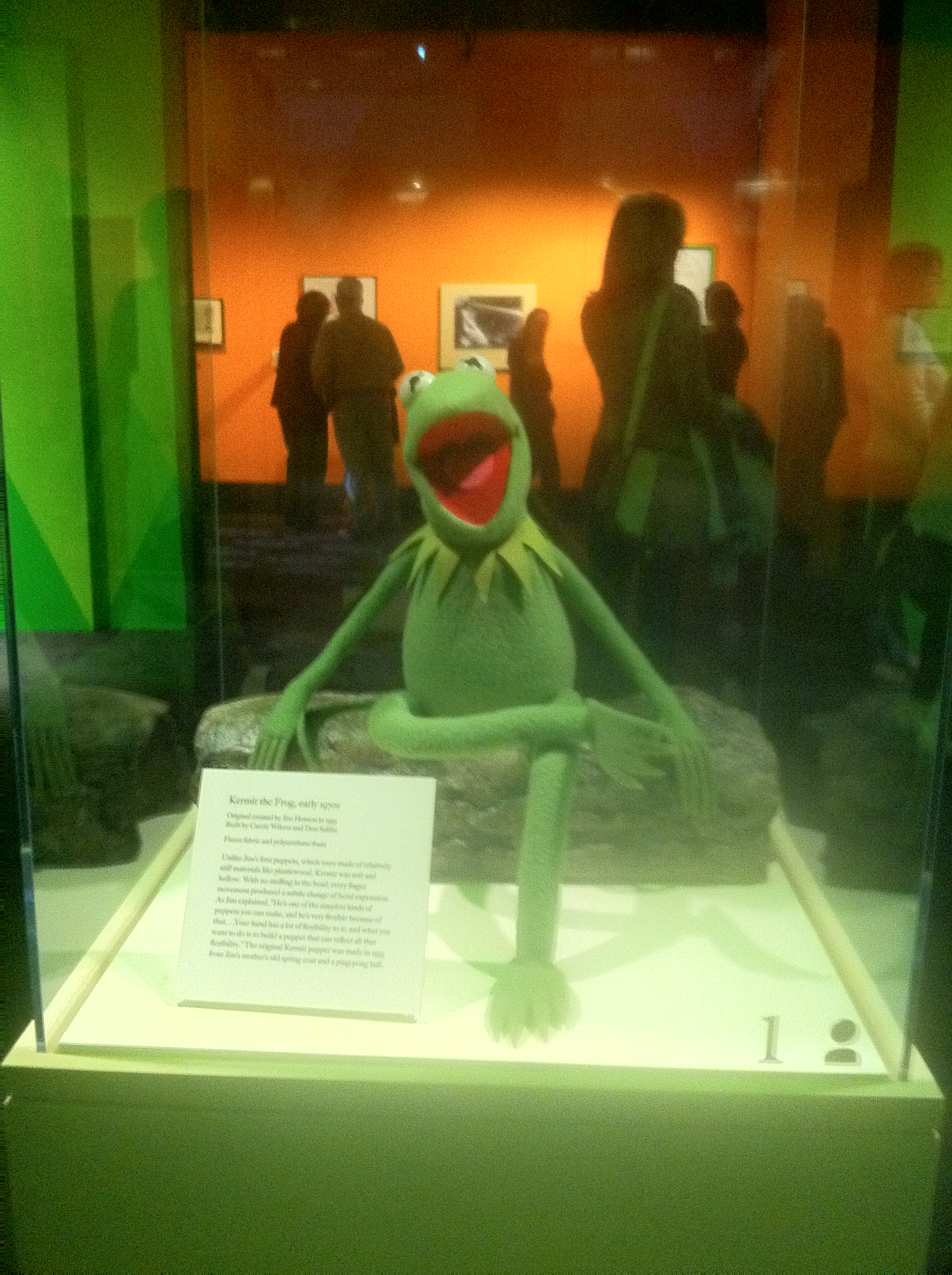
Kermitops wurde nach der Puppe Kermit der Frosch benannt.

Die Holotype von Kermitops, mit der Inventarnummer USNM 407585, wurde von Nicholas Hotton III und Feldforschern des Smithsonian Museum of Natural History im April 1984 entdeckt. Das Typuslokalität ist eine Sedimentschicht der Clear Fork Formation in der Nähe des Lake Kemp (Wichita Falls) im Wilbarger County, Texas. Das Exemplar besteht aus dem größten Teil des Schädeldaches, eines Teils der Hirnkapsel und dem Unterkiefer. Der Großteil des Gaumenbeins ist verloren, mit Ausnahme einiger unvollständiger Pflugscharbein-Zähne (vomerine teeth). Die marginalem Zähne sind nicht leicht zu erkennen.
2024 beschrieben So, Pardo & Mann die Art Kermitops gratus als neue Gattung und Art der Amphibamiformes anhand der genannten Fossilien. Der Gattungsname „Kermitops“ setzt sich zusammen aus einer Referenz an Kermit den Frosch, der bekannten Frosch-Figur aus der Muppet Show, und dem griechischen Suffix „-ops“, mit der Bedeutung „Gesicht“. Der Artname, „gratus“, bedeutet „Dankbarkeit“ in Latein, und ehrt Nicholas Hotton III und die anderen Forscher, welche den Holotypus fanden.

## Klassifikation
In ihrer Beschreibung von 2024 führten So, Pardo & Mann mehrere phylogenetische Analysen durch. Der fossile Schädel bewahrt ein verknöchertes Element, welches das Basioccipital (Basilar part of occipital bone) darstellen könnte, und das „Vorhandensein“ oder die „Abwesendheit“ veränderte die Ergebnisse der Analyse. In ihren Bayes’schen Inferenzanalysen wurde Kermitops durchweg als Schwestertaxon von Plemmyradytes ermittelt.